# جيمس هيكي
جيمس هيكي (بالإنجليزية: James Hickey)‏ هو عسكري أمريكي، ولد في 1960 في شيكاغو في الولايات المتحدة.